# Raia Drogasil
RD S.A. (Raia Drogasil) er en brasiliansk drugstorekæde med 2.500 butikker i Brasilien og hovedkvarter i São Paulo. Den har 31.163 ansatte.
Butikkerne kendes under mærker som Droga Raia, Drogasil og 4Bio. Kæden har 11 distributionscentre og desuden onlinesalg via varemærkerne Droga Raia, Drogasil og Onofre.
Virksomheden blev etableret i 2011 ved en fusion mellem "Raia" og "Drogasil", begge børsnoterede selskaber på São Paulos børs.